# Dendrobium jerdonianum
Dendrobium jerdonianum är en orkidéart som beskrevs av Robert Wight. Dendrobium jerdonianum ingår i släktet Dendrobium, och familjen orkidéer. Inga underarter finns listade i Catalogue of Life.